# Premis Ondas 2004
Els Premis Ondas 2004 van ser la cinquanta-unena edició dels Premis Ondas, que van ser lliurats el 23 de novembre de 2004 al Gran Teatre del Liceu de Barcelona.
Com en anys precedents, la cerimònia va estar presentada pels locutors de la Cadena SER Iñaki Gabilondo i Gemma Nierga. Van actuar Kylie Minogue, Duran Duran, David de María, Juanes i Keane. La gala va estar amenitzada per Javier Coronas. L'acte va ser retransmès en obert per Canal +.
Prèviament a la gala, al migdia, l'alcalde de Barcelona, Joan Clos, va realitzar el tradicional esmorzar amb tots els premiats al Palauet Albéniz.

## Premis de televisió i cinema
- Millor sèrie espanyola (ex æquo): Los Serrano (Telecinco) i Aquí no hay quien viva (Antena 3)
- Millor programa d'entreteniment: Homo Zapping (Antena 3)
- Trajectòria o labor professional més destacada: Equip de La 2 Noticias
- Millor programa o millor tractament d'un esdeveniment: El debate del guiñol (Canal+)
- Millor programa de televisió local: Saló de lectura (Barcelona Televisió)
- Premis internacionals de televisió
  - Guerriers à louer de Télévision suisse romande (Suissa)
  - Doe de stemtest de VRT (Bèlgica)
- Premi Cinemanía l'esdeveniment cinematogràfic de l'any: Mar adentro, d'Alejandro Amenábar

## Premis de Ràdio
- Millor programació de ràdio: Radio 5 Todo Noticias
- Millor programa o tractament informatiu d'un esdeveniment: Cadena SER, per la cobertura realitzada pels seus Serveis Informatius entre el 11 i el 14 de març de 2004
- Trajectòria o labor professional més destacada: Joaquim Maria Puyal (Catalunya Ràdio)
- Premi a la innovació radiofònica: Anda ya (Los 40 Principales)
- Premis internacionals de ràdio
  - It's my story: It's all down to Ben de BBC Radio 4
  - La travesía de Radio Nacional de España

### Publicitat a la ràdio
- Millor creatiu de publicitat en ràdio: José Luis Moro
- Millor campanya de ràdio: Teleamigos de Renault (Agència Tiempo BBDO) i Campaña de la Asociación Española Contra el Cáncer (Agencia McCann Erickson)
- Millor creativitat en patrocini, jingle, esment, promoció, concurs o un altre format original: Tapitas d'ONCE (Agècia DDB)
- Cunya més popular per votació dels oïdors: Puritos Dux (Agencia Vinizius Young & Rubicam)

## Premis de Música
- Millor cançó: Precisamente ahora de David de María
- Millor àlbum: ¿La calle es tuya? d'Estopa
- Millor artista o grup espanyol: Manolo García
- Millor artista o grup llatí: Juanes
- Millor artista o grup internacional: Keane
- Premi Especial del Jurat/Millor artista revelació: Bebe
- Premi Especial del Jurat/Millor artista en directe: El canto del loco
- Mencions Especials del Jurat: Duran Duran i Kylie Minogue

## Premis iberoamericans de ràdio i televisió
- Millor programa, professional o emissora de ràdio o de televisió: México: la historia de su democracia de Noticieros, Televisa.